# Poggiodomo
Poggiodomo là một đô thị ở Tỉnh Perugia trong vùng Umbria, có khoảng cách khoảng 60 km về phía đông nam của Perugia. Tại thời điểm ngày 31 tháng 12 năm 2012, đô thị này có dân số 135 người và diện tích là 40,01 km².
Poggiodomo giáp các đô thị: Cascia, Cerreto di Spoleto, Monteleone di Spoleto, Sant'Anatolia di Narco, Vallo di Nera.